# Joyce Easton
Joyce Easton (20 de diciembre de 1930-1 de julio de 2024) fue una actriz estadounidense.

## Vida y carrera
Empezó su carrera como actriz en 1967 y se retiró en 1978. Es conocida por su actuación en las películas Bob, Carol, Ted y Alice (1969) , La furia (1978) y por su actuación en la serie Misión Imposible (1967).

## Filmografía (selección)

### Películas
- 1969: Bob, Carol, Ted y Alice
- 1971: La ciudad del horror
- 1974: La mañana después (película para televisión)
- 1976: Mallory (película para televisión)
- 1978: La furia

### Series
- 1967: Misión: Imposible (1 episodio)
- 1969: FBI (1 episodio)
- 1974: La familia Partridge (1 episodio)